# Siertil
Siertil (ros. Сертиль) – wieś w Rosji, w Dagestanie, w rejonie tabasarańskim. W 2021 liczyła 315 mieszkańców, głównie Tabasaranów.